# مقاطعة بولك (أوريغون)
مقاطعة بولك (بالإنجليزية: Polk County)‏ هي إحدى مقاطعات ولاية أوريغون في الولايات المتحدة الأمريكية.